# Munsons Corners
Munsons Corners és una concentració de població designada pel cens dels Estats Units a l'estat de Nova York. Segons el cens del 2000 tenia 2.426 habitants.

## Demografia
Segons el cens del 2000, Munsons Corners tenia 2.426 habitants, 1.078 habitatges, i 597 famílies. La densitat de població era de 416,3 habitants/km².
Dels 1.078 habitatges en un 23,1% hi vivien nens de menys de 18 anys, en un 40,7% hi vivien parelles casades, en un 10,7% dones solteres, i en un 44,6% no eren unitats familiars. En el 32,3% dels habitatges hi vivien persones soles el 13,1% de les quals corresponia a persones de 65 anys o més que vivien soles. El nombre mitjà de persones vivint en cada habitatge era de 2,24 i el nombre mitjà de persones que vivien en cada família era de 2,72.
Per edats la població es repartia de la següent manera: un 19,2% tenia menys de 18 anys, un 16,4% entre 18 i 24, un 24% entre 25 i 44, un 22,9% de 45 a 60 i un 17,4% 65 anys o més.
L'edat mediana era de 36 anys. Per cada 100 dones de 18 o més anys hi havia 82,2 homes.
La renda mediana per habitatge era de 27.222 $ i la renda mediana per família de 31.983 $. Els homes tenien una renda mediana de 26.429 $ mentre que les dones 19.865 $. La renda per capita de la població era de 16.640 $. Entorn del 14,7% de les famílies i el 21,6% de la població estaven per davall del llindar de pobresa.